# Canadian Kennel Club
El Canadian Kennel Club (Club Kennel del Canadà) es forma com una organització sense ànim de lucre que té per objectiu la promoció i l'afavoriment de la cria de les diferents races de gos pures. Actualment reconeix 174 races diferents i, a més, s'encarrega de l'organització de diversos esdeveniments i competicions canines al llarg del país. És soci no membre de la Federació Cinològica Internacional.